# Bente Dessau
Bente Dessau, född 18 februari 1930 i Gråsten, död 23 september 2023, var en dansk skådespelare.
Dessau debuterade 1962 i Palle Kjærulff-Schmidts Weekend, där hon gjorde en större roll som Ilse. 1965 spelade hon i Ett sommaräventyr, 1967 i Bränt barn och 1968 i Komedi i Hägerskog och Dr. Glas. Hon har även arbetat som sjuksköterska och terapeut.
Hon är mor till skådespelaren Masja Dessau.

## Filmografi
- 1962 – Weekend
- 1965 – Ett sommaräventyr
- 1967 – Bränt barn
- 1968 – Komedi i Hägerskog
- 1968 – Dr. Glas